# 1994 في سوريا
فيما يلي قوائم الأحداث التي وقعت خلال عام 1994 في سوريا.

## أحداث
- 24 أغسطس – الانتخابات التشريعية في سوريا 1994

## مواليد

### يناير
- 15 يناير – عمر خربين لاعب كرة قدم سوري.
- 26 يناير – عمر الميداني لاعب كرة قدم سوري.

### أبريل
- 13 أبريل – بيان جمعة سباحة سورية.

### أكتوبر
- 28 أكتوبر – عبد الله الشامي لاعب كرة قدم بحريني.

## وفيات

### يناير
- 21 يناير – باسل الأسد (مواليد 1962) الابن الأكبر لحافظ الأسد، ورئيس الحرس الجمهوري السوري الأسبق.

### أغسطس
- 16 أغسطس – وهبي الحريري (مواليد 1914)